# 사바나 기후

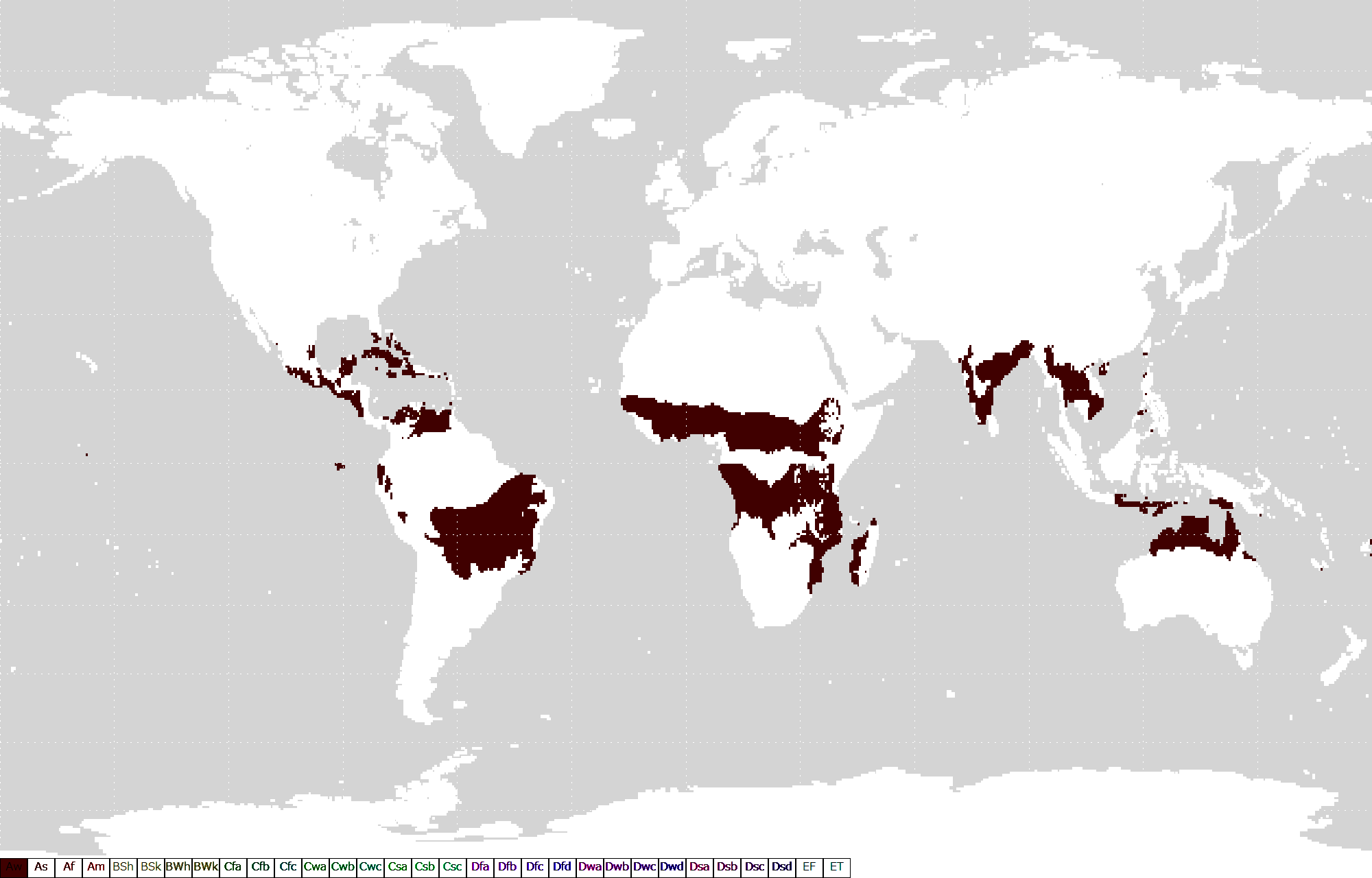
사바나 기후 분포 모습.

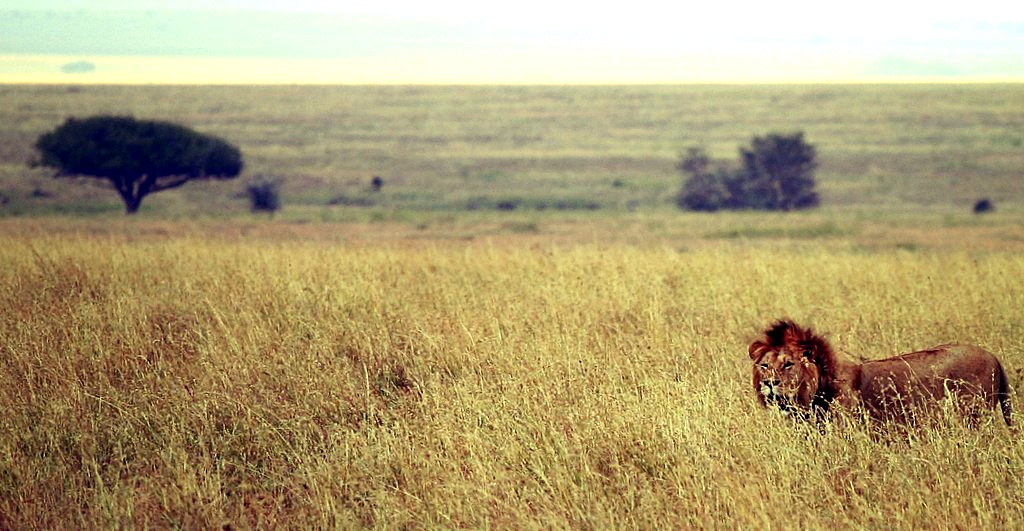
사바나 기후의 전형적인 모습. 긴 풀(소림장초)과 나무, 수컷 사자가 보인다.

사바나 기후(savanna or savannah)는 쾨펜의 기후 구분에서 열대 기후에 속하며, 기호는 Aw이다. 같은 열대 기후인 열대 우림 기후와 열대 몬순 기후 주변에 나타나며, 열대 우림 기후와는 달리 건기와 우기가 매우 뚜렷하다. 평균기온이 약 27˚로 매우 더운 편이다. 가장 추운 달도 18도보다 낮지 않다. 기온의 연변화는 크지 않으며, 태양이 높게 뜨는 여름에는 적도 부근의 기압골인 적도 수렴대 때문에 우기가, 태양이 낮게 뜨는 겨울에는 남·북위 위도 30˚부근에 위치한 아열대 고압대의 영향으로 인해 건기가 나타난다. 열대 우림 기후를 둘러싸며 분포한다. 토양은 주로 라테라이트로, 염기와 규산 등이 용탈되어 완전한 적색을 띤다. 박테리아가 많이 있고, 유기질 대부분이 분해되어 배수가 매우 잘 된다.
사바나 기후는 다양한 동물로 볼거리가 많아 관광지나 다큐멘터리의 소재로 각광받는다. 특히, 탄자니아와 케냐 일대의 세렝게티 평원은 그 가치를 인정받아 국립공원으로 지정되었다. 주요 지역으로는 인도반도와 인도차이나반도의 일부, 브라질고원과 아프리카 일부 지역이 있다.
건기에는 부족한 강우량으로 식물의 생장이 활발하지 못하며, 강우량이 제일 많은 우기에 성장한다. 키가 작은 나무인 관목과 길게 뻗은 풀로 이루어진 초원인 소림장초가 만들어진다. 이 풀들은 초식동물들이 씹어 먹을 수록 성장이 촉진되는 기이한 진화의 결과를 가지고 있다. 기린, 사자, 표범, 하마, 물소, 황새, 톰슨가젤 등 꽤 다양한 동물이 서식한다. 동남아시아와 아프리카를 포함하는 이 지역에서는 플랜테이션 농업이 활발하게 이루어지며, 사탕수수나 목화, 고무 등을 주로 재배한다.

## 사바나 기후의 성질을 띠고 있는 지역

### 아메리카
- 미국 : 플로리다주 남부
- 멕시코 : 남부 일부, 타마울리파스주 일부, 유카탄주, 캄페체주, 킨타나로오주
- 과테말라 남부
- 엘살바도르
- 온두라스 남부
- 니카라과 서부
- 코스타리카 북서부
- 쿠바
- 아이티
- 도미니카 공화국 남단
- 푸에르토리코 남단
- 바하마 대부분
- 세인트키츠 네비스
- 미국령 버진아일랜드
- 앵귈라
- 영국령 버진아일랜드
- 파나마 북동부
- 콜롬비아 북부
- 베네수엘라 북부
- 에콰도르 남서부
- 페루 북서부, 남부 일부
- 브라질 중부 대부분

### 아프리카
- 세네갈 중남부
- 감비아
- 말리 남서부
- 코트디부아르 대부분
- 가나
- 베냉
- 토고
- 부르키나파소
- 나이지리아 대부분
- 카메룬 대부분
- 중앙아프리카 공화국 대부분
- 남수단 대부분
- 에티오피아 서부
- 가봉 남부
- 콩고 공화국 남부
- 콩고 민주 공화국 중남부
- 우간다 남서부
- 르완다
- 부룬디
- 케냐 남부
- 탄자니아 대부분
- 모잠비크 대부분
- 마다가스카르 서부

### 아시아
- 인도 중남부 대부분
- 방글라데시 서부
- 미얀마 중부
- 태국 북부
- 캄보디아 북부
- 라오스 중남부
- 베트남 남부
- 필리핀 서부 일부
- 인도네시아 남부 섬들, 뉴기니섬 남단
- 동티모르
- 중국 하이난섬 대부분
- 중화민국 남부 일부
- 일본 미나미토리섬

### 오세아니아
- 오스트레일리아 북부(브리즈번,골드코스트 등)
- 파푸아뉴기니 남서단
- 피지 동단

## 같이 보기
- 쾨펜의 기후 구분
- 열대 기후
- 열대 하계 소우 기후